# 1806 a tudományban
Az 1806. év a tudományban és a technikában.

## Események
- William Hyde Wollaston szabadalmaztatja a rajzoláshoz segítséget nyújtó optikai eszközt, a camera lucidát

## Születések
- április 9. – Isambard Kingdom Brunel brit mérnök, aki egyebek mellett 25 vasútvonalat, öt függőhidat, nyolc kikötőrendszert, három tengerjáró gőzhajót épített († 1859)
- június 12. – John Augustus Roebling német származású építőmérnök, hídtervező, többek között a Brooklyn híd tervezője († 1869)
- június 27. – Augustus De Morgan angol matematikus. Bevezette a teljes indukció használatát és a De Morgan-azonosságnak nevezett szabályokat   († 1871)

## Halálozások
- június 23. – Mathurin Jacques Brisson francia zoológus, kísérleti fizikus, természetfilozófus (* 1723)
- augusztus 3. – Michel Adanson francia természettudós, botanikus (* 1727)
- augusztus 23. – Charles Augustin de Coulomb francia fizikus, leginkább a Coulomb-törvény megalkotásáról nevezetes (* 1736)